# Merho
Merho, pseudoniem van Robert Carolus Wilhelmina (Rob) Merhottein (Antwerpen, 24 oktober 1948), is een Belgische stripauteur, die voornamelijk gekend is voor zijn strip De Kiekeboes.

## Levensloop
Merho groeide op in de Seefhoek, een wijk van Antwerpen. Aanvankelijk wilde hij komiek worden, maar Merho koos dan al op jonge leeftijd om striptekenaar te worden. Daarom bezocht hij meermaals de striptekenaars Bob Mau en Pom voor advies. Merho tekende tijdens zijn middelbareschooltijd zijn eerste strips. De gagstrip Comi & Dacske verscheen vanaf 1964 in het tijdschrift De Middenstand. Een andere gagstrip, Zoz en Zef, verscheen in 1965 in het tijdschrift Jong Caritas. Vervolgens studeerde Merho toegepaste grafiek aan de Sint-Lukashogeschool in Brussel. Na zijn studies begon hij in 1970 te werken bij Studio Vandersteen waar hij ter vervanging van Eduard De Rop de strip Jerom inktte. In oktober 1970 stopte Merho na drie maanden, omdat hij met tegenzin zijn dienstplicht moest vervullen. Hij tekende dan de gagstrip Soldaat Jansens in een tijdschrift voor soldaten, wat later Jager Jansens werd. Na Merho's legerdienst nam Hec Leemans Jager Jansens over en keerde Merho eind 1971 terug naar Studio Vandersteen. Hier tekende hij aanvankelijk achtergronden van Safari en herwerkte Merho oudere Karl May-strips naar Bessy-strips. Vanaf 1973 inktte hij de strip Pats (Tits) van Willy Vandersteen en vervolgens nam Merho samen met Peter Koeken Pats van Vandersteen over. In 1976 of 1977 verliet Merho Studio Vandersteen.
Hij tekende het eerste jaar Pats nog verder in combinatie met zijn ander werk. Koeken nam de reeks daarna over. Eerder, in 1973, had Merho met zijn broer Walter Merhottein de personages Kiekeboe en Balthazar ontworpen voor het poppentheater van zijn broer. Merho gebruikte vervolgens beide personages in een nieuwe stripreeks, Kiekeboe, die vanaf 1977 in de kranten Het Laatste Nieuws en De Nieuwe Gazet verscheen. Al gauw verscheen de strip ook in albumvorm. Aanvankelijk werden de albums uitgegeven door Uitgeverij J. Hoste, maar vanaf 1990 worden ze uitgegeven door Standaard Uitgeverij. Kiekeboe werd twee keer verfilmd. In 2010 wijzigde de naam van de strip naar De Kiekeboes.
Op 19 augustus 2023 en na 164 albums kondigde Merho aan te stoppen met zijn tekenactiviteiten van De Kiekeboes. Op 6 september 2023 verscheen het laatste album Seizoensfinale van zijn hand. In de toekomst wenst hij de vrijgekomen tijd te benutten voor het maken voor een thriller, waar hij al lang op broedt.

## Waardering
Merho ontving in 1983 de Bronzen Adhemar. Verder ontving hij in 1991 de prijs voor de Beste Vlaamse stripserie van de Vlaamse Kamer van Stripexperten. In 1998 won hij dan het Gouden Potlood op Stripfestival Middelkerke.
In 2002 werd Merho ereburger van Zoersel.
In 2024 kreeg hij de carrièreprijs Muze van auteursrechtenorganisatie Sabam.

## Cameo's
Merho maakt verscheidene cameo's in stripreeksen:
- In het Bakelandt-album Zita op de planken is hij de toneelspeler Merhottini. Het album werd getekend door Hec Leemans.
- In het Nino-album De grote draak praat hij met Laurel en Hardy, van wie hij een grote liefhebber is. Het album werd getekend door Dirk Stallaert.
- In het Suske en Wiske-album De speelgoedspiegel zijn Merho en Marcel Kiekeboe klanten in een restaurant. Het album werd getekend door Paul Geerts.
- In het F.C. De Kampioenen-album Xavier in de puree is hij een kunstverzamelaar. Het album werd getekend door Hec Leemans.

## Verder lezen
- Grossey, Ronald, Meesters, Gert (1997). KiekeboeK: In de coulissen van een strip. Standaard Uitgeverij, Antwerpen. ISBN 978-9-002-20097-7.
- Horsten, Toon (2013). Merho: Zwart op wit. Manteau, Antwerpen. ISBN 978-9-002-25448-2.

- Gemeinsame Normdatei: 1141327139
- International Standard Name Identifier: 0000 0001 2060 6788
- Nederlandse Thesaurus van Auteursnamen: 069615101
- RKD-Nederlands Instituut voor Kunstgeschiedenis: 55354
- Système universitaire de documentation: 193702274
- Virtual International Authority File: 287921539
- WorldCat: E39PBJj4wBtQHWmpqjGxpcCmh3